# Violet Saturn
Violet Saturn — американская поп-панк-группа из Малибу, штат Калифорния. Сформирована в 2018 году сестрой и братом Лорен и Спенсером Ридами.

## История
Риды росли на разной музыке, включая поп, рок, хэви-метал, хип-хоп, классику, а также кантри. Они начали играть вместе ещё в школе. 13-летняя Лорен взяла на себя обязанности вокалистки и автора песен, а 17-летний Спенсер — мультиинструменталиста. К 2018 году Violet Saturn работали как трио: к группе присоединился их друг Нилс Шмолка. В том же году музыканты выпускают свой первый сингл — «Sweetest Life». В конце года выходит второй сингл — «Slither», а год спустя Violet Saturn выпускают сингл «Surprise».
В 2022 году группа подписывает контракт с Big Machine Records и выпускает синглы «Young and Dumb» и «Say Goodbye», которые принесли Violet Saturn определённую популярность. Год спустя выходят синглы «Who Is She?» и «All the Cool Kids», вошедшие в дебютный альбом группы — All the Cool Kids, выпущенный 27 января 2023 года. В записи альбома приняли участие Джош Фриз (Devo, Guns N' Roses, Paramore) и Крис Чейни (Jane's Addiction), сопродюсером был Джулиан Рэймонд.

## Стиль
Издание AllMusic отмечает мощный голос Лорен Рид и запоминающиеся тексты песен. Стилистически музыка Violet Saturn представляет собой смесь ярких припевов и поп-панк мотивов с отсылками как к современному, так и к классическому року. Harmonix Music выделяет мощные партии ударных и довольно зрелые для возраста музыкантов аранжировки.
Журнал S.L.R. отметил на альбоме All the Cool Kids влияние Аврил Лавин, Paramore, Ланы Дель Рей и No Doubt.

## Состав группы
- Лорен Рид
- Спенсер Рид
- Нилс Шмолка

## Дискография

### Студийные альбомы
- 2023: All the Cool Kids

### Cинглы
- 2018: «Sweetest Life»
- 2018: «Slither»
- 2019: «Surprise»
- 2022: «Young and Dumb»
- 2022: «Say Goodbye»
- 2023: «Who Is She?»
- 2023: «All the Cool Kids»